# Parque nacional Sierra de las Quijadas

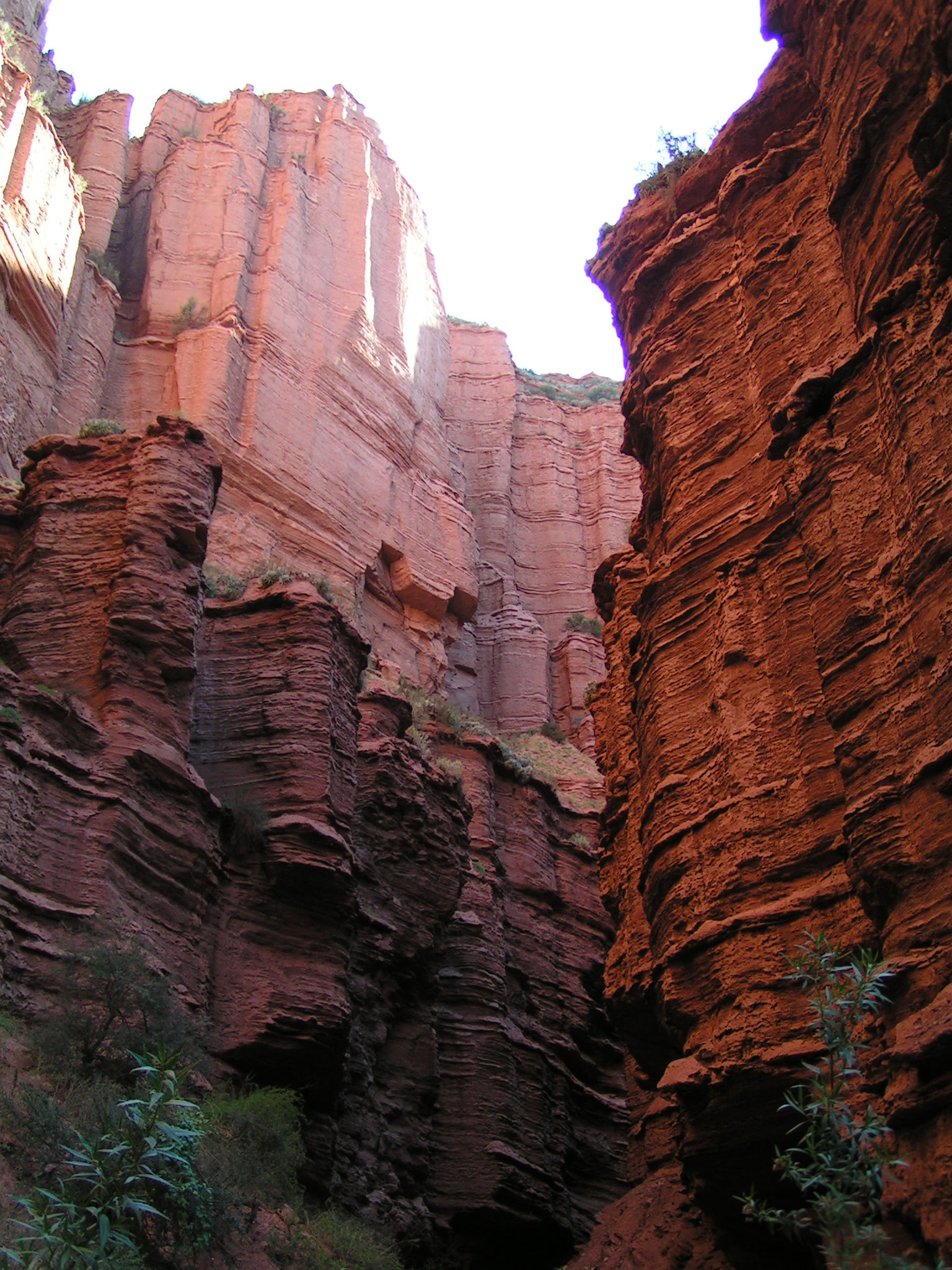
Fotografía del parque nacional.

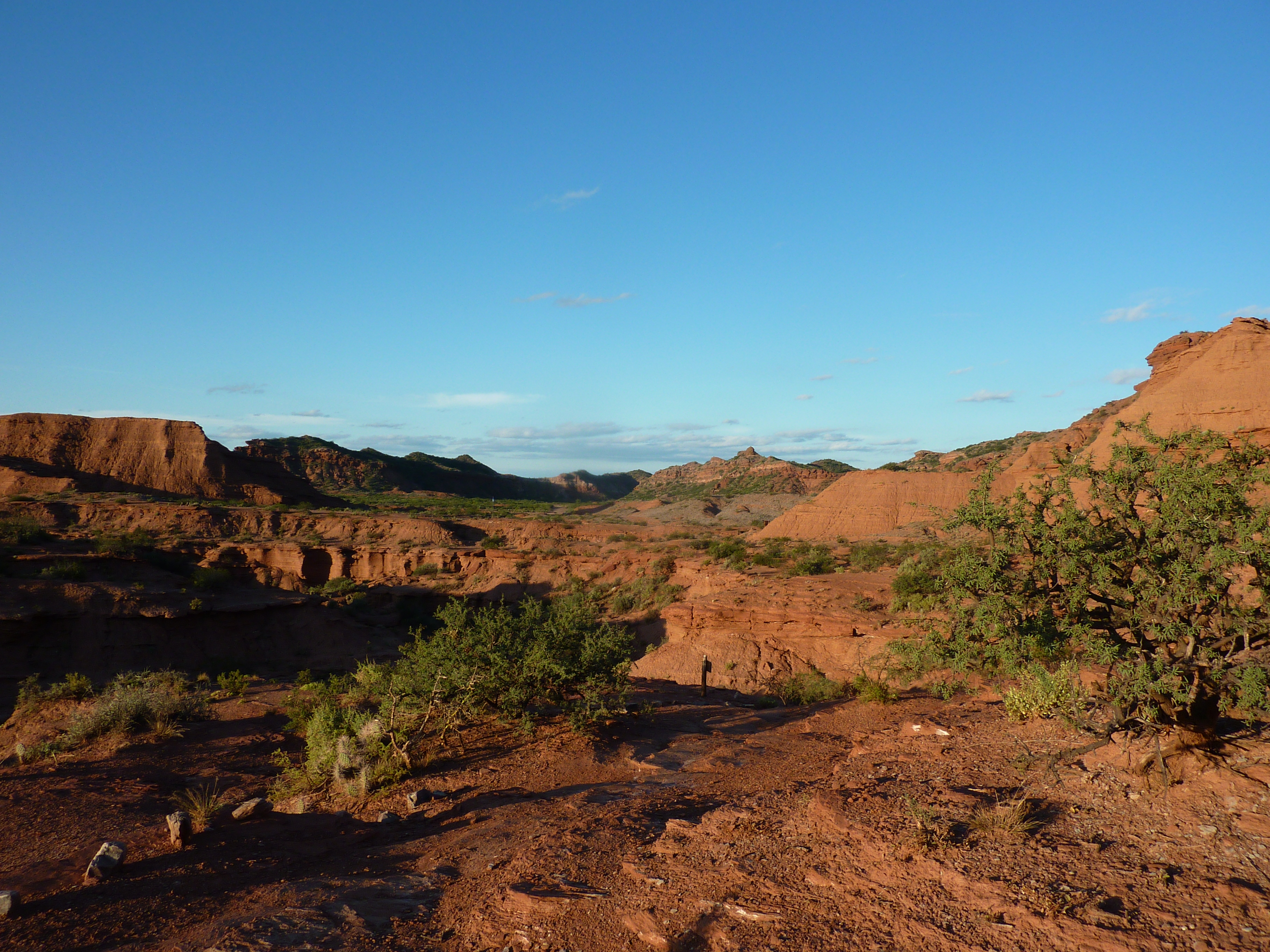
Potrero de la Aguada.

El parque nacional Sierra de las Quijadas (legalmente parque y reserva nacional Sierra de las Quijadas) se encuentra ubicado en el noroeste de la provincia de San Luis, en el centro-oeste de Argentina, en los departamentos Belgrano y Ayacucho, y abarca una superficie de 73 534 ha. La reserva nacional prevista en la ley no ha sido establecida.

## Aspectos de su naturaleza
El parque nacional fue creado para proteger las especies que habitan el lugar y para conservar ambientes representativos de las ecorregiones del monte de llanuras y mesetas, del monte de sierras y bolsones y del chaco árido, además de preservar sus yacimientos arqueológicos y paleontológicos.
En el parque se destaca el «Potrero de la Aguada», una microcuenca que confluye en un bajo, donde nace el río con el mismo nombre que sólo en la época de lluvia recorre el lugar. En el resto del año, su curso sólo presenta arena y rocas.
Los farallones, con sus acantilados, cornisas y terrazas, tienen un color rojizo. Apenas cubiertas de vegetación, delimitan un inmenso anfiteatro natural.
La vegetación es escasa, abundan las jarillas y los cactos. También hay quebrachos blancos y plantas típicas de la zona, como la zampa de Quijadas.
Aunque la zona es muy árida, tiene una fauna abundante: puma argentino, gato montés, zorro gris y mara son los mamíferos más comunes. Entre las aves se destacan el ñandú, el halcón gris, el águila mora (Harpyhaliaetus coronatus), y el cóndor andino.  
Al oeste de la sierra de las Quijadas corre el río Desaguadero, que ha creado una gran llanura de inundación en la que se encuentran bosquecillos de chañar y plantas que toleran los ambientes salados (halófitas).
También el área es hábitat del guanaco, del pecarí de collar, y del conejo de los palos. Además, la fauna del parque contiene varias especies que requieren medidas de protección, como por ejemplo la tortuga terrestre chaqueña, el halcón peregrino, el águila solitaria coronada, el pichiciego menor, el cardenal amarillo, jilguero de monte y la reinamora grande.
En la sierra de las Quijadas se han encontrado restos fósiles de dos especies de pterosaurios o lagartos alados. Uno de ellos tiene una dentición peculiar, con barbas que formaban una especie de canasto, la cual le servía para retener los microorganismos de los que se alimentaba filtrando agua.
Los cursos de agua son temporarios, dependientes de las lluvias principalmente estivales, y corren hasta el principal colector del sistema, que es el río Seco de la Aguada o Torrente de la Aguada. En el límite oeste del parque se destaca el río Desaguadero, que tiene su origen en el complejo lagunar de Guanacache, debido a los aportes principalmente del río San Juan, luego del Mendoza y por último del Bermejo.
El clima es continental muy árido, con una acentuada amplitud térmica, tanto estacional como diaria.

## Aspectos culturales
El parque posee numerosas evidencias de antiguas ocupaciones humanas, particularmente en el sector pedemontano de las sierras. A pocos km de la entrada se encuentra un gran sitio arqueológico caracterizado por el emplazamiento de más de veinte hornillos o botijas comprendidos dentro del perímetro de un gran asentamiento indígena de huarpes. 
Los estudios que se llevaron  a cabo indican que probablemente estos hornos habrían funcionado para la producción de piezas de cerámica que, a juzgar por los fragmentos hallados, presentan excelentes condiciones técnicas de fabricación. Es una cerámica de color gris, de paredes finas y cocción pareja, con decoración de tipo incisa en doble línea perimetral. Uno de los hornillos se encuentra acondicionado para la visita del público, con la asistencia de los guías habilitados.

## Administración
Por resolución n.º 126/2011 de la Administración de Parques Nacionales de 19 de mayo de 2011 se dispuso que parque nacional encuadrara para los fines administrativos en la categoría áreas protegidas de complejidad III, por lo cual tiene a su frente un intendente designado, del que dependen 4 departamentos (Administración; Obras y Mantenimiento; Guardaparques Nacionales; Conservación y Uso Público) y la división de Despacho y Mesa de Entradas, Salidas, y Notificaciones. La intendencia tiene su sede en la ciudad de San Luis.

## Creación del parque nacional y legislación
El 3 de julio de 1989 fue firmado un convenio entre el gobierno de la provincia de San Luis y la Administración de Parques Nacionales mediante el cual el primero se comprometió a ceder al Estado Nacional el dominio y jurisdicción de 150 000 ha con el fin de crear un parque y reserva nacional.

ARTÍCULO 1°- La Provincia cederá al Estado Nacional el dominio y jurisdicción sobre aproximadamente ciento cincuenta mil hectáreas (150.000 has.), ubicadas parte en el Departamento Ayacucho y parte en el Departamento Belgrano, comprendidas entre los siguientes límites: este y norte, línea de deslinde con la ruta nacional n. 147 N.W. paralelo geográfico que pasa por el borde sur de la localidad de La Tranca, hasta intersectar el límite interprovincial con la Provincia de Mendoza. Asimismo este último hasta su intersección con el paralelo 32º 47'; sur paralelo geográfico 32º 47', desde el límite interprovincial con la Provincia de Mendoza hasta intersectar la línea de deslinde con la ruta nacional 147. Estos límites propuestos podrán sufrir modificaciones, en oportunidad de las operaciones técnicas de deslinde y mensuras que se efectúen sobre el terreno. El área comprendida se encuentra demarcada en lámina central que se anexa al presente Convenio, como Anexo I y que forma parte integrante del mismo.

El 20 de septiembre de 1989 la Legislatura de San Luis sancionó la ley n.º 4844 (en Digesto ley VII-0226-2004) ratificando el convenio y declarando sujetas a expropiación las tierras que integrarían el parque y reserva nacional. 

ARTÍCULO 2°- Declárase de utilidad pública, y sujetos a expropiación, los inmuebles ubicados en los Departamentos Belgrano y Ayacucho, cuya nomenclatura catastral, superficies y titulares se detallan en el Anexo 2° de la presente ley.
 ARTÍCULO 3° - Obtenida por la Provincia, mediante el juicio de expropiación respectivo, la posesión y la titularidad del dominio -de los inmuebles referidos precedentemente-, éstos serán cedidos a la Administración de Parques Nacionales y la jurisdicción al Estado Nacional.
(...)
 a) El Estado Nacional deberá hacerse cargo de todas las indemnizaciones y gastos que demanden la tramitación de los juicios expropiatorios, aceptando las tasaciones que hubieren efectuado los Organismos Provinciales pertinentes, y haciendo efectivos los pagos dentro de los términos en que aquéllos sean exigibles;

El parque nacional fue creado mediante la ley nacional n.° 24015, sancionada el 13 de noviembre de 1991 y promulgada de hecho el 10 de diciembre de 1991. La ley ratificó el convenio y dispuso que el parque nacional fuera creado una vez que la provincia de San Luis expropiara los terrenos y los cediera al Estado Nacional.

ARTÍCULO 2°- Una vez cumplimentado por la Provincia de San Luís lo dispuesto en los artículos 3° y 4° de la Ley Provincial 4844 de fecha 20 de septiembre de 1989, que se adjunta como Anexo II, se considerará creado el Parque Nacional "Sierra de las Quijadas", sujeto al régimen de la Ley 22351 - Ley de Parques y Reservas Nacionales y Monumentos Naturales. El área a afectar, de ciento cincuenta mil hectáreas aproximadamente, se encuentra ubicada parte en el Departamento de Ayacucho y parte en el Departamento de Belgrano, comprendida entre los siguientes límites: Este y Norte, línea de deslinde con la ruta nacional 147; N. W., paralelo geográfico que pasa por el borde sur de la Localidad de La Tranca, hasta intersectar el límite interprovincial como la Provincia de Mendoza. Asimismo, este último hasta su intersección con el paralelo 32º 47º, sur paralelo geográfico 32º 47º, desde el límite interprovincial con la Provincia de Mendoza hasta intersectar las línea de deslinde con la ruta nacional 147. Estos límites propuestos podrán sufrir modificaciones, en oportunidad de las operaciones técnicas de deslinde y mensura que se efectúen sobre el terreno.
 ARTÍCULO 3°- La Administración de Parques Nacionales, deberá elevar al Poder Ejecutivo nacional, una vez en posesión de la superficie cedida, la determinación de los porcentajes de la misma que se afectarán a parque Nacional y Reserva Nacional respectivamente, como así también los límites de cada una de ellas.

Posteriormente ambas jurisdicciones acordaron limitar las expropiaciones a una superficie aproximada de 75 000 ha como área núcleo central para constituir el parque nacional, por su mayor valor paisajístico y ambiental, quedando bajo el dominio de sus titulares privados el resto de la superficie para ser zonificada como reserva nacional. El 28 de mayo de 1999 por decreto n.º 1493 el gobernador Adolfo Rodríguez Saa de San Luis ordenó la transferencia al Estado nacional de 73 534 ha 46 a expropiadas, que fueron aceptadas por decreto n.º 393/2006 de 10 de abril de 2006.

Que la expropiación necesaria para la creación del PARQUE NACIONAL se encuentra finalizada por un total de SETENTA Y TRES MIL QUINIENTAS TREINTA Y CUATRO HECTÁREAS, CUARENTA Y SEIS ÁREAS (73.534 has, 46 as), conforme surge de las actuaciones incorporadas al Expediente APN Nº 1.064/89 y el Decreto a que se hace referencia en el siguiente Considerando.
 Que con fecha 28 de mayo de 1999, el Gobernador de la PROVINCIA DE SAN LUIS dictó el Decreto Nº 1493, mediante el cual se transfiere a la jurisdicción del ESTADO NACIONAL y con destino a la ADMINISTRACIÓN DE PARQUES NACIONALES para ser incorporados como PARQUE NACIONAL SIERRA DE LAS QUIJADAS, los inmuebles que se consignan en el artículo 1º del mismo.
(...)
 Artículo 1º — Acéptase la transferencia a la jurisdicción del ESTADO NACIONAL dispuesta por el artículo 1º del Decreto Nº 1493 de fecha 28 de mayo de 1999 del Gobierno de la PROVINCIA DE SAN LUIS, de los inmuebles que se consignan en el mismo para ser incorporados como PARQUE NACIONAL SIERRA DE LAS QUIJADAS, cuya copia obra como Anexo I.

En marzo de 2006 fue presentado el Plan de Manejo del parque nacional Sierra de las Quijadas.

## Disputa entre la nación y la provincia

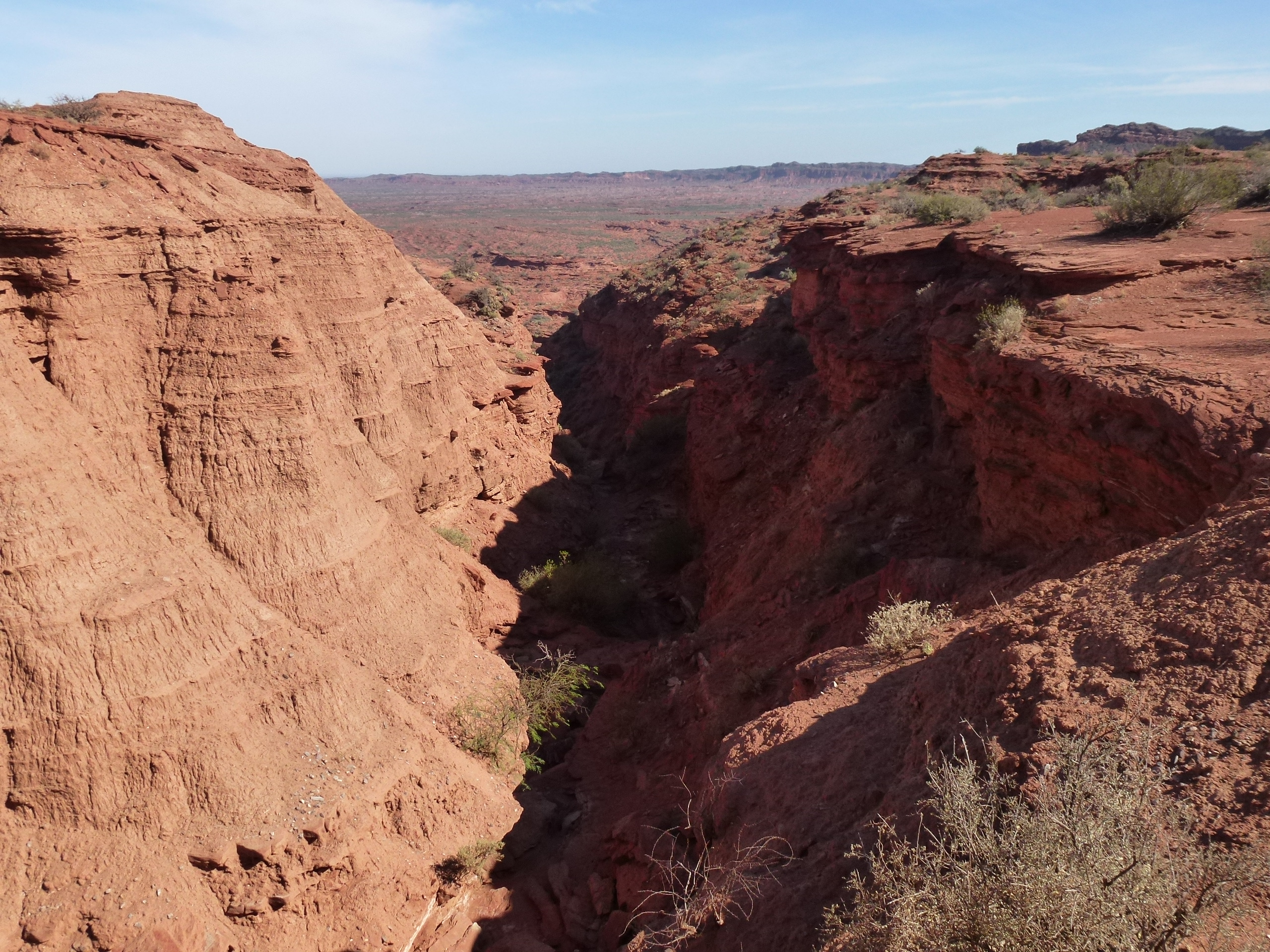

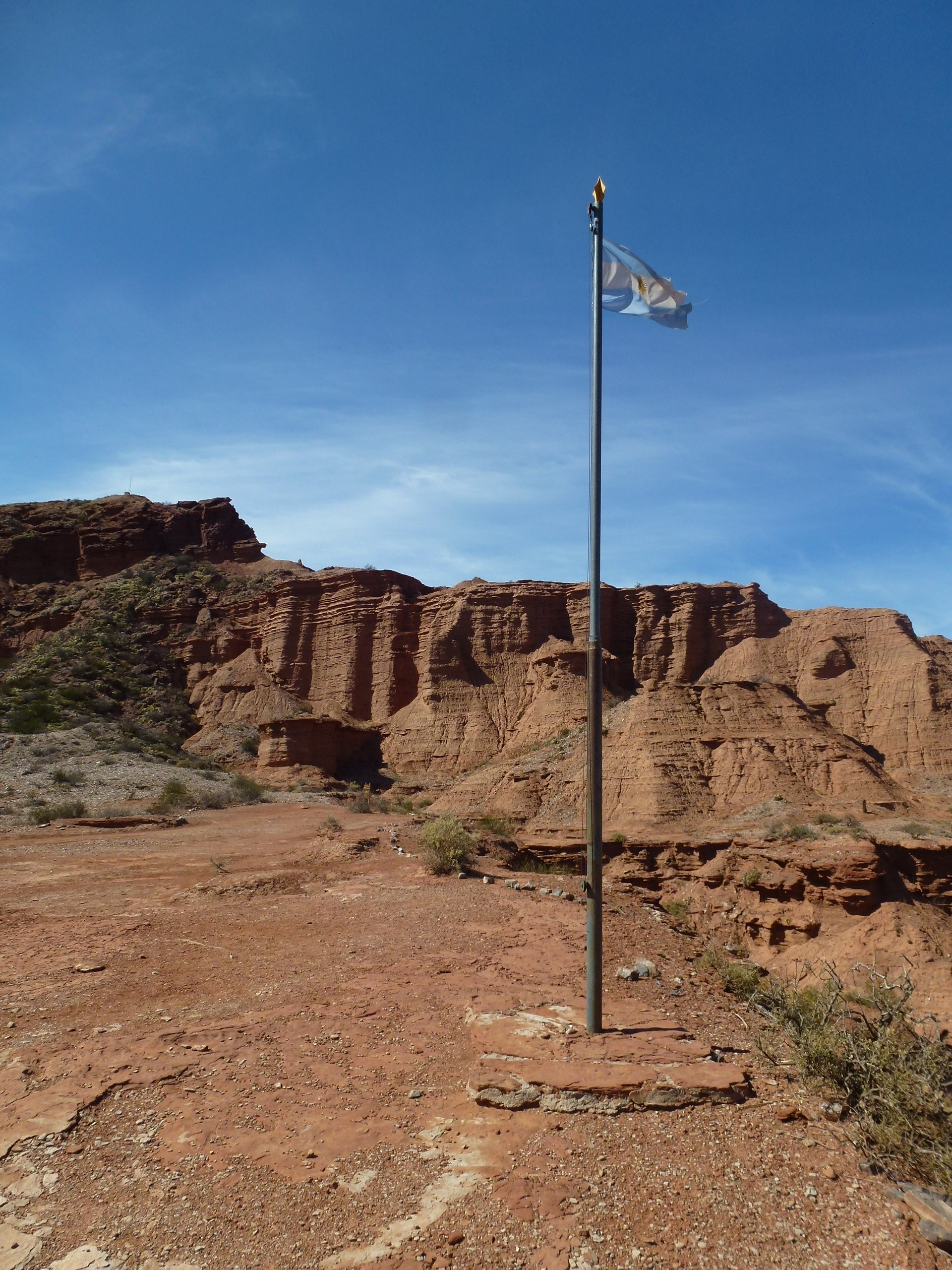

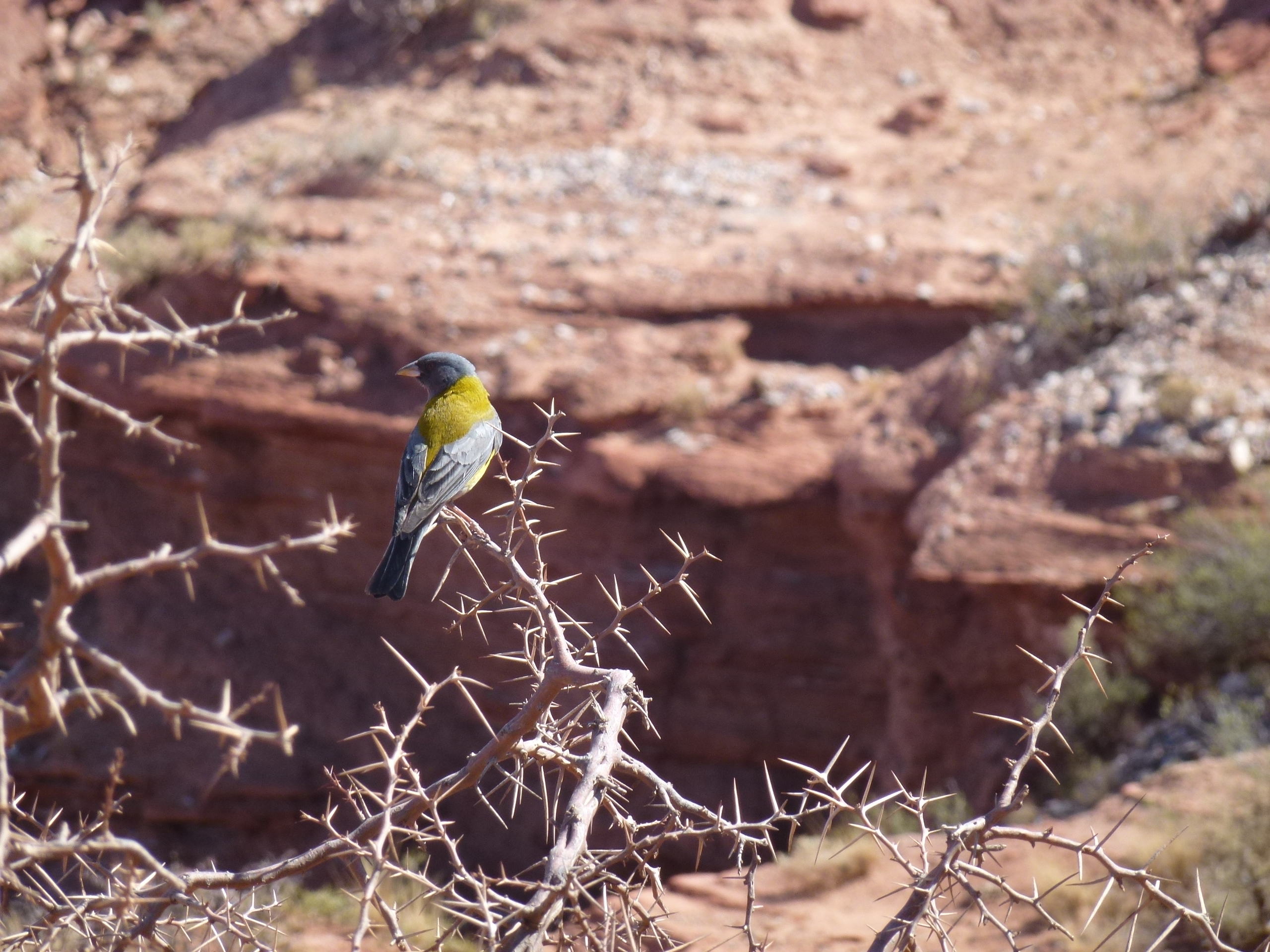

En septiembre de 2009 representantes de la comunidad huarpe Guanacache de San Luis solicitaron al gobernador la entrega de las tierras de las sierras de las Quijadas, donde según antecedentes históricos, habitaron sus ancestros. Ese año el gobernador gestionó la restitución de las tierras ante el Gobierno Nacional, sin lograrlo.
La provincia de San Luis decidió transferir las 73 534 ha del área protegida al pueblo huarpe mediante la sanción de la ley provincial n.º V-0721-2010 el 28 de julio de 2010 —promulgada por decreto n.º 1520-MGJyC-2010—, que declara de utilidad pública y sujeto a expropiación, los derechos cedidos al Estado Nacional.

ARTÍCULO 1: Declárese de utilidad pública, y sujeto a expropiación, los derechos cedidos al Estado Nacional, mediante Convenio celebrado entre el Gobierno de la Provincia de San Luis y la Administración de Parques Nacionales, de fecha tres de julio de mil novecientos ochenta y nueve, ratificado por Ley Provincial N. VII-0226-2004 (4844 *R) y Ley Nacional N. 24.015, relativos a los inmuebles del Estado Provincial que comprenden el actual Parque Nacional Sierra de Las Quijadas, manteniendo su status jurídico de área natural protegida, a los fines que se restituyan a sus ancestrales y originarios pobladores, el Pueblo Nación Huarpe de San Luis, para la preservación y manejo sustentable de dicha región.

El Ministerio de Turismo de la Nación acudió a la Corte Suprema de Justicia con una medida cautelar para evitar la expropiación del parque nacional dispuesta por la provincia de San Luis. El 12 de octubre de 2010 la Corte Suprema dictó una medida cautelar de «no innovar» y a octubre de 2018 el litigio sigue pendiente.

“...Que la cesión que comprometiera a la Provincia, nunca comprendió la posesión por parte del Organismo Nacional, no habiéndose tampoco producido la transferencia de dominio de los inmuebles afectados, existiendo solamente el otorgamiento de un permiso precario de uso y explotación a favor del Estado Nacional, que es el que se encuentra ejerciendo en la actualidad y el cual, con el dictado y promulgación de la Ley V-0721-2010, ha sido revocado en todas sus partes..."
Demanda de expropiación de la fiscalía de estado de San Luis ante el juzgado federal

Entidades conservacionistas de Argentina, entre ellas el Comité Argentino de la Unión Mundial para la Naturaleza (UICN), la entidad Aves Argentinas y la Fundación Vida Silvestre Argentina, mostraron su rechazo a la medida dispuesta por la provincia.
El 16 de octubre de 2021 se anunció un acuerdo que resolvió la disputa. La Administración de Parques Nacionales, la provincia de San Luis y la Comunidad Huarpe Guanacache establecerán una mesa de trabajo para trabajar de manera conjunta para la preservación del área protegida.